# Riccardo Zandonai
Riccardo Zandonai   (Rovereto i Borgo Sacco, 28 de maig de 1883 - Pesaro, 5 de juny de 1944) va ser un compositor italià d'òpera.

## Biografia
Zandonai va nàixer a Sacco di Rovereto, llavors part de l'Imperi Austrohongarès. De noi ja va mostrar especials aptituds en els estudis musicals, i va ser admès al Conservatori de Pesaro l'any 1899, completant els seus estudis l'any 1902 - va cursar els estudis corresponent a 9 anys en només 3 anys -. Entre els seus professors cal esmentar Antonio Cicognani i Pietro Mascagni, que l'estimava molt. Durant aquest període va compondre el Inno degli studenti trentini, que va esdevenir l'himne de l'organització de joves irredentistes de la seua província natal. El seu treball de graduació va ser l'òpera Il ritorno di Odisseo, (El retorn d'Ulisses) basada en un poema de Giovanni Pascoli. El mateix any 1902 va posar música a una altra obra de Pascoli: Il sogno di Rosetta.
La seua fama es va assentar amb l'òpera Francesca da Rimini, una adaptació lliure d'una tragèdia de Gabriele d'Annunzio que havia estat escrita expandint un passatge de La divina Comèdia de Dant. Aquesta òpera mai no ha caigut completament del repertori i ha gaudit de diversos enregistraments. Poc després de l'estrena, Zandonai va casar-se amb la soprano Tarquinia Tarquini, per a la qual va crear el paper de Conchita en l'òpera homònima (sobre un tema que anteriorment Puccini havia considerat i rebutjat).
Però aviat la guerra va esclatar. El patriòtic Zandonai va compondre l'any 1916 la cançó, Alla Patria, dedicada a Itàlia, amb el resultat que la seua casa i propietats a Sacco, aleshores sota el domini austrohongarès, van ser confiscades. Després de la guerra li van ser retornades.
Quan Puccini va morir deixant inacabat el darrer acte de Turandot, Zandonai va estar entre els compositors que l'editor Ricordi considerava competents per a completar-lo. Fins i tot sembla que el mateix Puccini, en els seus últims dies, havia recomanat a Zandonai - i certament Arturo Toscanini va trobar adequada aquesta decisió - però, Tonio, el fill de Puccini, per raons que encara són obscures, va vetar Zandonai. Finalment, va ser Franco Alfano l'encarregat d'acabar l'òpera, i és la versió d'aquest, que Toscanini va abreujar i alterar, la que habitualment s'escolta.
En la seva etapa pedagogica Zandonai tingué diversos alumnes que més tard serien coneguts, entre ells a Pino Donati. El 1935 Zandonai esdevingué director del Conservatori de la seua estimada Pesaro. Aquest mateix any el Govern italià li concedí el Premi Mussolini. Ací va recuperar algunes òperes oblidades de Rossini, com Il viaggio a Reims i l'obertura de Maometto secondo. El 1941 va reorquestrar i reorganitzar en tres actes La gazza ladra.
El 1944 va morir a Pesaro en una operació quirúrgica per extreure els càlculs biliars.

## Obres principals

### Òpera
- La coppa del Re (c. 1904, mai representada)
- L'uccellino d'oro, llibret de Giovanni Chelodi sobre un tema dels Germans Grimm, (1907)
- Il grillo del focolare, llibret de Cesare Hanau sobre The Cricket on the Hearth, (1908) de Charles Dickens
- Conchita sobre "La femme et le pantin" de Pierre Louÿs, (1911)
- Melenis sobre un tema de Louis Bouilhet (1912)
- Francesca da Rimini llibret adaptat del drama de Gabriele d'Annunzio (1914)
- La via della finestra, sobre tema d'Augustin Eugène Scribe (1919)
- Giulietta e Romeo, llibret d'Arturo Rossato sobre el drama de William Shakespeare (1922); existeix versió en alemany amb llibret d'Alfred Brüggemann.
- I cavalieri di Ekebù, llibret de Rossato sobre Gösta Berling de Selma Lagerlöf; la versió alemanya, amb llibret d'Ernst Lert porta el títol Die Kavaliere von Ekeby (1925).
- Giuliano, llibret de Rossato sobre tema de J. da Voragine i Gustave Flaubert (1928)
- Una partita, llibret de Rossato sobre tema d'Alexandre Dumas (pare) estrenada a Milà el (1933)
- La farsa amorosa, llibret de Rossato sobre "El sombrero de tres picos" de Pedro Antonio de Alarcón estrenada a Roma el (1933)
- Il bacio, llibret de Rossato i Emilio Mucci sobre tema de Gottfried Keller (1944, el darrer acte deixat incomplet)

### Obres religioses
Te Deum per a cor masculí i orgue (1906)
Dos llibres de Melodie per canto e piano (1907, 1913)
O Padre nostro che nei cieli stai per a cor, orgue i orquestra (1912)
Messa da Requiem per a cor (1914)

### Altres
Diverses composicions simfòniques:
- Primavera in Val di Sole
- Autunno fra i monti
- Ballata eroica
- Fra gli alberghi delle Dolomiti
- Quadri di Segantini
- Rapsodia trentina
- Colombina
- Concerto romantico per a violí
- Concerto andaluso per a violoncel
- Diverses bandes sonores de pel·lícules